# Новая математика
Новая математика — реформа преподавании математики в американских школах в 1950—1970-х годах. 
Эта реформа во многом напоминает реформу образования в СССР 1970 года.
Эксперимент провалился и новая математика вышла из моды ещё до конца 1960-х годов, хотя в некоторых школьных округах её продолжали преподавать ещё долгие годы.
В 1999 году журнал  Time включил Новую математику в список 100 худших идей 20-го века.
Слова «новая математика» теперь часто используются для описания любого недолговечного увлечения, которое быстро дискредитируется.

## Реформа
В 1957 году Национальный научный фонд США профинансировал разработку нескольких новых учебных программ по естественным наукам, по физике, по биологии и химии.
В рамках этой же инициативы финансировалась разработка учебных программ по математике.
Все проекты Новой математики подчёркивали ту или иную форму обучения путем открытий.
Ученики должны были работать в группах, придумывая теории по задачам, поставленным в учебниках.
В материалах для учителей класс описывался как «шумный».
Часть работы учителя заключалась в том, чтобы ходить от стола к столу, оценивая работу каждой группы, и давая советы.
Темы, представленные в новой программе по математике, включали
теорию множеств,
сравнения по модулю,
алгебраические неравенства,
системы счисления,
матрицы,
символическую логику,
булеву алгебру
и абстрактную алгебру.

## Критика
Родители и учителя, выступавшие против новой математики в США, указывали, что новая учебная программа слишком сильно выходит за рамки обычного опыта учащихся и не стоит отнимать время у более традиционных тем, таких как арифметика.
Этот материал также предъявлял новые требования к учителям, многие из которых преподавали материал, который не до конца понимали.
Родители были обеспокоены тем, что не понимают, чему учат их детей, и не могут помочь им в учёбе.
Стремясь усвоить материал, многие родители посещали занятия в школе.
Джордж Ф. Симмонс писал, что «Новая математика» выпускала учеников, которые «слышали о коммутативном законе, но не знали таблицы умножения».
В 1965 году физик Ричард Фейнман написал следующее:

Можно сказать: «Ответ — целое число, меньше 9 и больше 6», но не надо говорить: «Ответ — элемент пересечения множества чисел, которые больше 6, и множества чисел, которые меньше 9»...
В «новой» математике, следовательно, сначала должна быть свобода мысли; во-вторых, мы не хотим учить только слова; и в-третьих, предметы не должны вводиться без объяснения цели или причины, или без предоставления способа, с помощью которого материал может быть действительно использован для открытия чего-то интересного. Я не считаю целесообразным преподавать такой материал.
В 1973 году Моррис Клайн говорил, что некоторые сторонники новых тем «полностью игнорировали то, что математика имеет историческое развитие и что практически невозможно изучить новые творения, если не знаешь старых». :17